# Karl Bick (Politiker, 1871)
Karl Friedrich Bick (* 25. Februar 1871 in Adorf; † 30. Oktober 1957 ebenda) war ein deutscher Schneidermeister und Politiker (SPD).
Bick war der Sohn des Schneiders Heinrich Christian Friedrich Philipp Bick (1834–1905) und dessen Ehefrau Henriette geborene Behle (1838–1903). Er heiratete am 22. September 1901 in erster Ehe in Adorf Berta Fingerhut (1879–1917) aus Schweinsbühl. In zweiter Ehe heiratete er Lina Engelhard geborene Schmalz (1892–1944). Bick war Schneidermeister in Adorf und Vorsitzender der Wasserleitungsgenossenschaft Kahlenberg. 1919 wurde er für die SPD in die Verfassungsgebende Waldeck-Pyrmonter Landesvertretung gewählt und gehörte dieser bis zum Ende der Wahlperiode 1922 an.